# 내 친구는 외계인
《내 친구는 외계인》(영어: Mac and Me)은 미국에서 제작된 스튜어트 래필 감독의 1988년 SF 영화이다. 크리스틴 에버솔 등이 출연하였고, 마크 데이먼 등이 제작에 참여하였다.
영화 내용은 《E.T.》와 유사하며, 맥도날드와 코카콜라를 지나치게 간접 광고한 점도 지적받았다. 결국 박스 오피스 봄이 되었으며, 1989년 제9회 골든 래즈베리상에서 최악의 감독상을 수상하고 최악의 작품상과 각본상 등의 후보에 올랐다. 역대 최악의 영화 중 하나로 거론되나, 오늘날 컬트 영화에 속하게 되었다.

## 줄거리
한 죽어가는 사막 행성에서 미국 항공 우주국(NASA) 무인 우주 탐사선이 흡입기로 대기 표본을 채집하던 중 외계인 네 가족이 빨려들어간다. 지구에 도착한 외계인 가족은 전기를 조종해 정부 기지에서 도망친 뒤 셋은 사막으로 향하고 하나는 남편과 사별한 후 로스앤젤레스로 이사 중이던 재닛의 미니밴에 숨는다.
휠체어를 타는 차남 에릭은 새 집에서 외계인을 발견하고 옆집 소녀 데비와 함께 덫을 놓은 끝에 진공 청소기로 빨아들여 생포에 성공한다. 에릭은 외계인에게 신비한 외계 생물(Mysterious Alien Creature) 약자인 맥이란 이름을 붙여준다.
FBI 요원들이 뒤를 쫓는 가운데 이들은 팜데일 외곽 산에서 죽어가던 맥의 가족들을 찾아낸 뒤 코카콜라로 회복시킨다. 그러나 코카콜라를 좀 더 사려고 들린 슈퍼마켓에 외계인들이 따라 들어오면서 일대 소동이 벌어진다. 아빠 외계인은 슈퍼마켓 경비 총을 훔치고 주차장에서 경찰과 총격전을 벌인다. 그 과정에 휘말려 에릭이 사망하자 맥과 가족들은 초능력을 이용해 에릭을 되살려놓는다. 
미국 정부는 미국인의 생명을 구한 점을 참작해 외계인 가족에게 미국 시민권을 부여한다. 수여식이 끝난 뒤 인간 옷을 입은 맥과 그 가족, 에릭, 코트니는 분홍색 캐딜락을 타고 도로를 달려나간다. 

## 출연
- 크리스틴 에버솔 - 재닛 크루즈 역
- 조너선 워드 - 마이클 크루즈, 재닛의 장남 역
- 제이드 캘러고리 - 에릭 크루즈, 재닛의 차남 역
- 티나 캐스퍼리 - 코트니, 맥도날드 종업원 역
- 로런 스탠리 - 데비, 코트니 여동생 역
- 마틴 웨스트 - 위킷, FBI 요원 역
- 아이번 J. 라도 - 지머먼, FBI 요원 역
- 대니 쿡시 - 잭 주니어 역
- 로라 워터베리 - 린다 역
- 바버라 앨린베넷 - 과학자 역
- 레이먼드 포천 - 경찰관 1 역
- 앤드루 디보프 - 경찰관 2 역
- 조지 벅 플라워 - 경비 역
- 스콰이어 프라이델 - 로널드 맥도날드 역
- 제니퍼 애니스턴 - 행인 역 (크레디트 미기재)
- 니키 콕스 - 무용수 역 (크레디트 미기재)
- 잭 옹
- 게리 브로켓
- 잭 아이즈먼
- 버드 이킨스
- 조지프 채프먼
- 톰 퓨셀로
- J.D. 홀
- 로저 햄프턴
- 마이아 매코이
- 버클리 노리스
- J. 제이 손더스
- 스털링 스완슨
- 잭 데이비드 워커
- 리처드 라이트
- 디 캐스퍼리
- 지지 헌터
- 도미닉 루서로

## 기타 제작진
- 배역: 캐로 존스
- 미술: W. 스튜어트 캠벨

## 반응

### 대중문화에서
컬트 영화가 되었으며, 다양한 매체에서 만듦새가 너무 엉망이라 오히려 즐길 수 있는("so-bad-it's-good") 영화 목록에 선정하였다.
《미스터리 과학 극장 3000》 시즌 12에서 다루었다.